# 30번가역
30번가역(30th Street Station)은 펜실베이니아주 필라델피아에 위치한 역이다. 모든열차가 정차하며, 키스톤 서비스와 펜실베이니언 열차가 분기하는 역이기도 하다. 연간 이용객은 3,674,255명으로, 암트랙뿐만 아니라 통근열차 또한 운행된다.